# Tarchomin

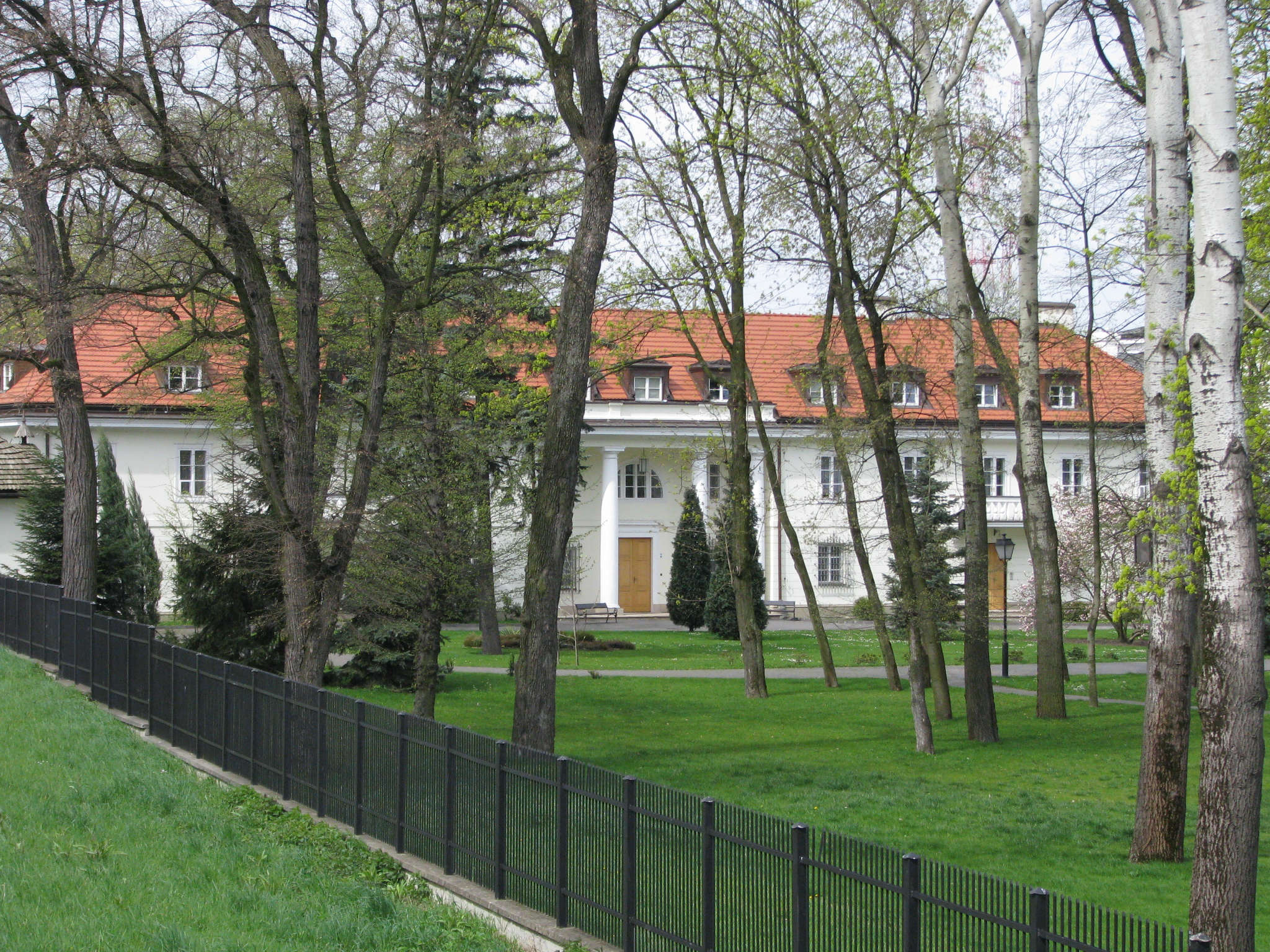
Zespół dworski Mostowskich

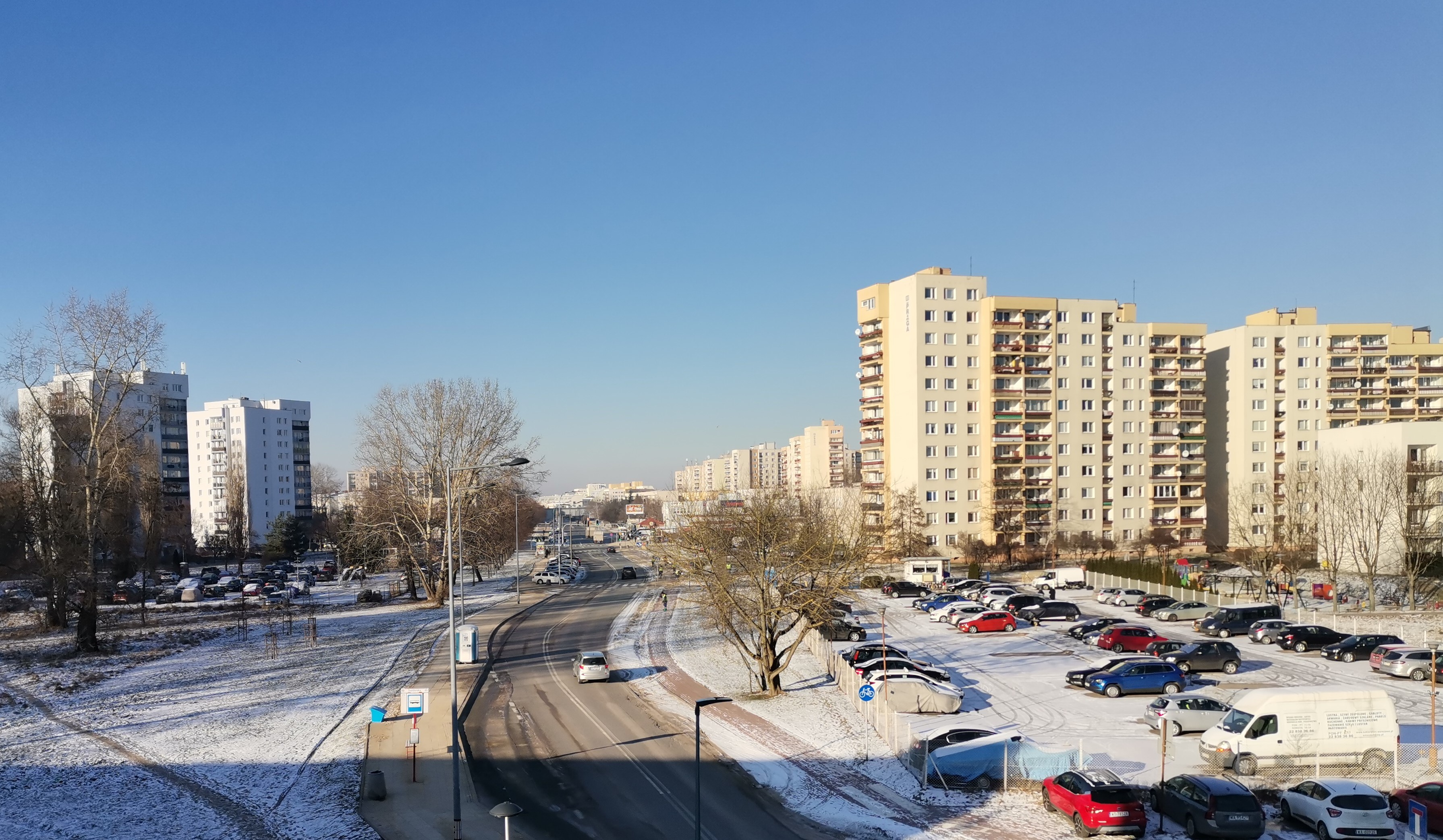
Rejon ul. Świderskiej

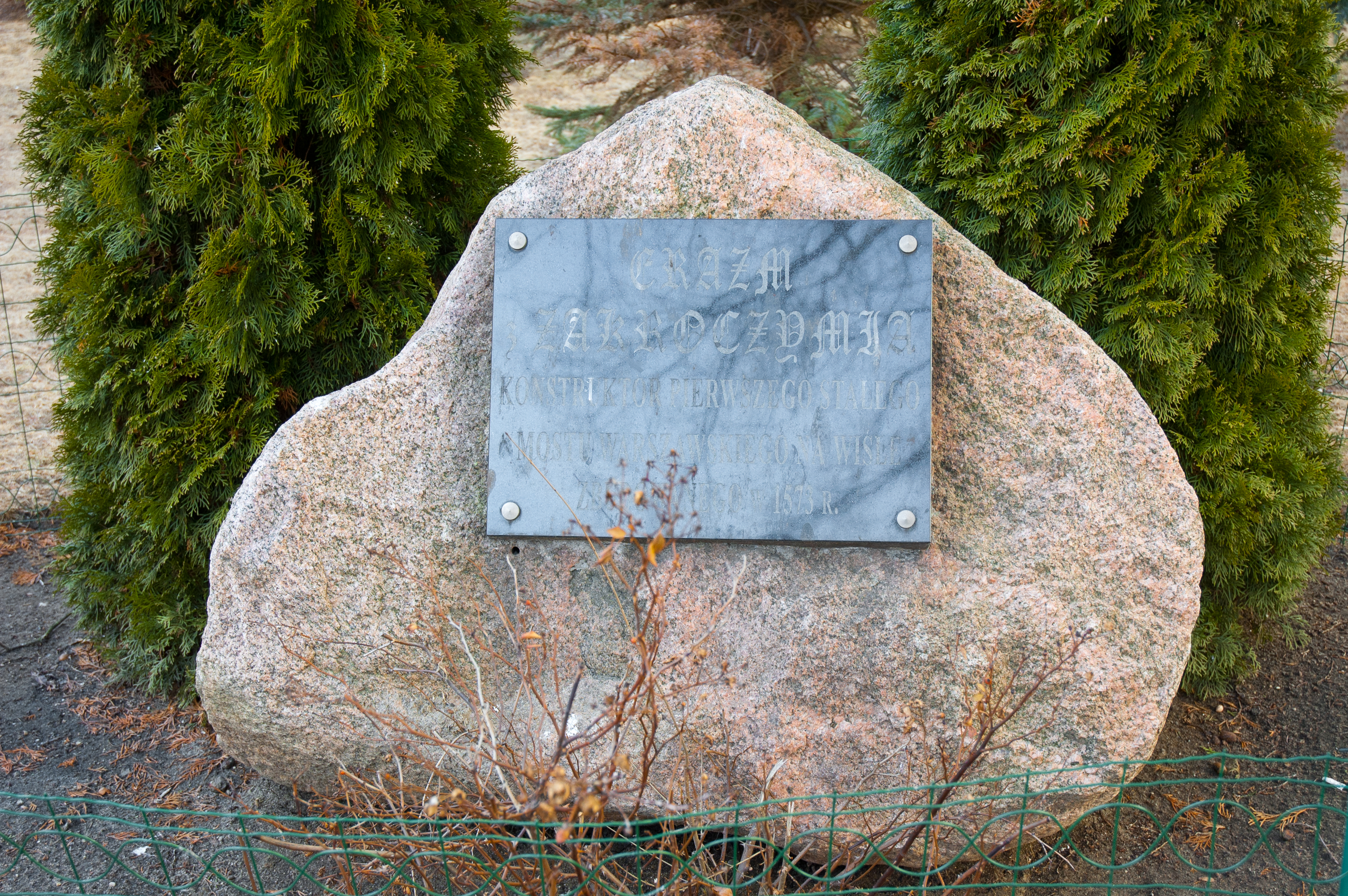
Tablica upamiętniająca Erazma z Zakroczymia, który w latach 1568–1573 kierował budową mostu Zygmunta Augusta w Warszawie

Tarchomin – osiedle i obszar MSI znajdujący się w północnej części Warszawy, w dzielnicy Białołęka.

## Historia
Wieś Tarchomin znana jest od średniowiecza. Jej nazwa występuje w dokumentach już w XIII wieku. Była to wieś szlachecka, zamieszkana przez ród Jastrzębców. W XVI wieku należała do Weslów, Zaliwskich, Ossolińskich, którzy wystawili tu gotycki kościół pod wezwaniem św. Jakuba. Do dóbr tarchomińskich zaliczano wsie: Tarchomin, Dąbrówkę Szlachecką, Dąbrówkę Grzybowską, Kępę Tarchomińską i Świdry. Prawdopodobnie w XVII wieku, za rządów Ossolińskich, w pobliżu kościoła powstał obecny zespół pałacowo-parkowy Mostowskich.
W 1848 do Dóbr Tarchomin należały: Tarchomin, Dąbrówki Szlacheckie, Dąbrówki Grzybowskie, Folwark Nowy Dwór, Płudy, Kępa Tarchomińska, Ułuczek, Tarchomin Mały, czyli Świdry z oddzielną kępą nad brzegiem Wisły, mające rozległość włók miary nowopolskiej 120, morgów 26, prętów 207, obfitujące w łąki obszerne z lasem włók 21 obejmujących, z kompletnym inwentarzem żywym, gorzelnią i browarem w najlepszym stanie, urządzonym wzorowo gospodarstwem, zostały wystawione na sprzedaż publiczną z powodu działów rodzinnych, licytacja od sumy zł. 456,754 gr. 20, czyli Rsr. 68513, k. 20 wadium wynosi 500 000 zł.
W 1854 Propinacja składająca się z pięciu Karczm, z których dwie Oberże murowane, położone przy szosie Petersburgskiej, na prawym brzegu Wisły, 9 wiorst od Warszawy, w Dobrach Tarchomin są do wydzierżawienia. Żądający tej dzierżawy zgłosić się mogą do Kancelarii dóbr na Folwarku Nowodwory, zaraz za wsią Tarchomin będącym. Tychże dobrach są dwie Kuźnie, przy szosie powyższej położone, z dniem 1 kwietnia do wydzierżawienia.
W XIX wieku w rejonie Tarchomina osiedlali się Olędrzy – koloniści mennoniccy. O ich obecności świadczą ruiny cmentarza przy ulicy Mehoffera na Tarchominie, obok obecnego cmentarza.
W 1823 na terenie Tarchomina powstała fabryka octu, która po 1860 stała się znaczącym producentem nawozów sztucznych, a w późniejszych latach produkowała leki i kosmetyki jako Przemysłowo-Handlowe Zakłady Chemiczne Ludwik Spiess i Syn. Jej tradycje od 1945 kontynuuje Polfa Tarchomin.
W II połowie XIX wieku w rejonie Tarchomina istniały rezydencja dworska i kilka folwarków. W okresie międzywojennym wieś Tarchomin wchodziła w skład gminy Jabłonna.
Podczas okupacji niemieckiej na terenie Tarchomina (w Piekiełku) funkcjonował obóz pracy dla ludności żydowskiej, zlikwidowany w listopadzie 1942.
Tereny Tarchomina przyłączono do Warszawy w 1951.
W 1979 rozpoczęto budowę osiedla mieszkaniowego Tarchomin, według projektu arch. Jerzego Androsiuka. Nadal powstają tu nowe kompleksy budynków mieszkaniowych. Przy skrzyżowaniu ul. Modlińskiej i Światowida, w miejscu styku osiedli Tarchomin, Anecin, Henryków i Wiśniewo w latach 90. XX wieku powstał budynek Urzędu Dzielnicy Białołęka.
Otwarty 24 marca 2012 most Marii Skłodowskiej-Curie ułatwił komunikację z lewobrzeżną częścią miasta.
We wrześniu 2017 u zbiegu ulic Światowida i Traktu Nadwiślańskiego otwarto wielkopowierzchniowe centrum handlowe Galeria Północna.

## Podział Tarchomina

### Tarchomin
Tarchomin, zwany też Tarchominem Wschodnim, Tarchominem Fabrycznym lub Tarchominem Przemysłowym leży na północny wschód od skrzyżowania ul. Modlińskiej i ul. Płochocińskiej. Jest tu największy na Białołęce obszar przemysłowy, głównie Polfa Tarchomin i Cementownia Warszawa. Szybko rozrastają się zabudowania mieszkalne. Sąsiaduje z osiedlami: Wiśniewo, Żerań i Piekiełko.

### Nowy Tarchomin
Nowy Tarchomin zwany często po prostu Tarchominem to dawne osiedle powstałe na zachód od ul. Modlińskiej. Sąsiaduje z osiedlami: Anecin, Nowe Świdry, Stare Świdry, Piekiełko oraz Wiśniewo. Występuje głównie wysoka zabudowa w różnym wieku – niewielka liczba nowych bloków stoi obok starszych bloków z wielkiej płyty.

### Tarchomin Kościelny
Tarchomin Kościelny, zwany często po prostu Tarchominem, to dawniej osiedle domostw zbudowanych w pobliżu nadwiślańskiego kościoła. Sąsiaduje z osiedlami Nowodwory i Nowe Świdry. Obecnie dominuje zabudowa niska z niewielką liczbą wieżowców w różnym wieku – nowe bloki stoją obok starszych bloków z wielkiej płyty.

## Sport
W Tarchominie swoją siedzibę ma klub piłkarski Farmacja Tarchomin, początkowo związany z zakładami Polfa. W sezonach 1976/77 oraz 1977/78 zespół grał w III lidze.